# Дом под шпилем (Минск)
Дом под шпилем — дом по адресу ул. Коммунистическая 14, стоящий на пересечении улиц Коммунистическая и Красная. Построен в 1952 г. Входит в перечень историко-культурных ценностей Республики Беларусь.

## История
Постройка дома «под шпилем» началась в послевоенные годы в составе комплекса домов для офицерских семей. Комплекс ныне включает в себя дома № 14,16 и 18 на улице Коммунистической и № 3 и 5 на Красной. Жилье для офицерского состава возводилось недалеко от здания штаба Белорусского военного округа (БВО) (ныне - Министерство обороны Республики Беларусь).
Проект в конце 1940-х разработали архитекторы Леонид Гольдштейн, Марк Лифшиц и Владимир Исаченко. Комплекс жилых домов был запроектирован в стиле неоклассицизма, как и здание штаба БВО, располагавшегося напротив. 
Строительство стартовало в начале 1950-х. Башню дома «под шпилем» спроектировал Владимир Исаченко. Конструкция самой «иглы», облицованная высокопрочной сталью, изготавливалась в Москве. А венчает её символ советской эпохи — пятиконечная звезда, украшенная лавром.
Дом возводился с учётом климатических условий: с мощными карнизами и двускатными крышами для сохранения стен. Все архитектурные детали были изготовлены из бетона, а не из гипса, и надёжно вмонтированы в тело стен.
Дом «под шпилем» - одна из первых высоток послевоенного Минска: от уровня земли до звезды с лавровыми ветками – почти 43 метра.
Дом был сдан в эксплуатацию в 1956 году.
В башне какое-то время размещался так называемый "вышковый разведывательный пункт". Были смонтированы сирены противовоздушной обороны.